# Mizrachi

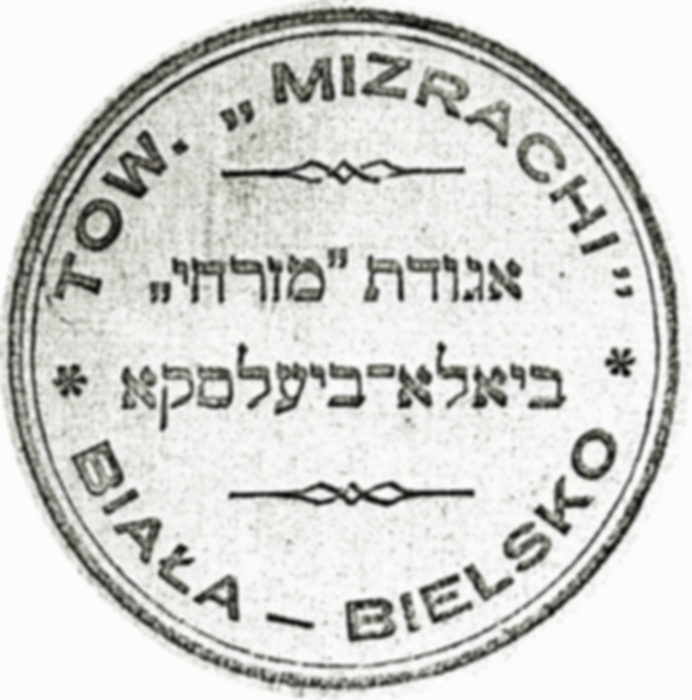
Pieczęć Towarzystwa Mizrachi w Bielsku-Białej

Mizrachi (hebr. wschodni) – organizacja syjonistyczno-ortodoksyjna założona w 1902 roku w Wilnie.
Głosiła konieczność budowy opartego na zasadach religijnych państwa żydowskiego w Palestynie, na gruncie polskim zaś postulowała pełne równouprawnienie ludności żydowskiej, ale też możliwie jak najszerszą lojalność Żydów wobec Polski. Uznawała hebrajski za jedyny język Żydów.
Idea zwolenników Mizrachi w międzywojennej Polsce nie tylko opierała się na chęci odbudowy państwa żydowskiego z poszanowaniem praw judaizmu, ale także, na potrzebie nadania temu narodowi autonomii narodowo-kulturalnej. Ta ostatnia kwestia dotyczyła Żydów, chcących przebywać w krajach rozproszenia. Członkowie Mizrachi krytykowali komunizm. W 1920 r. zachęcali swoich sympatyków do finansowego wsparcia wysiłku państwa polskiego walczącego z Rosją bolszewicką. W międzywojennej Polsce przedstawiciele Mizrachi w tym m.in. Szymon Federbusch i dr Bernard Hausner zasiadali w polskim sejmie. Partia ta współpracowała z Blokiem Mniejszości Narodowych.
W Izraelu w drugim Knesecie znalazło się dwóch posłów wybranych w wyborach w 1951 z listy Mizrachi: Dawid-Cewi Pinkas i Mordechaj Nurok. W trakcie kadencji Pinkasa zmienił Szelomo-Jisra’el Ben-Me’ir.
Współcześnie działa w Izraelu i USA.